# Mops niveiventer
Mops niveiventer är en fladdermusart som beskrevs av Cabrera och Ruxton 1926. Mops niveiventer ingår i släktet Mops och familjen veckläppade fladdermöss. Inga underarter finns listade i Catalogue of Life.
Denna fladdermus förekommer i centrala Afrika i Kongo-Kinshasa, Rwanda, västra Tanzania, östra Angola, Zambia och nordvästra Moçambique. Arten lever i savannlandskapet Miombo. Individerna vilar i trädens håligheter och i byggnader.